# Petronella de la Court

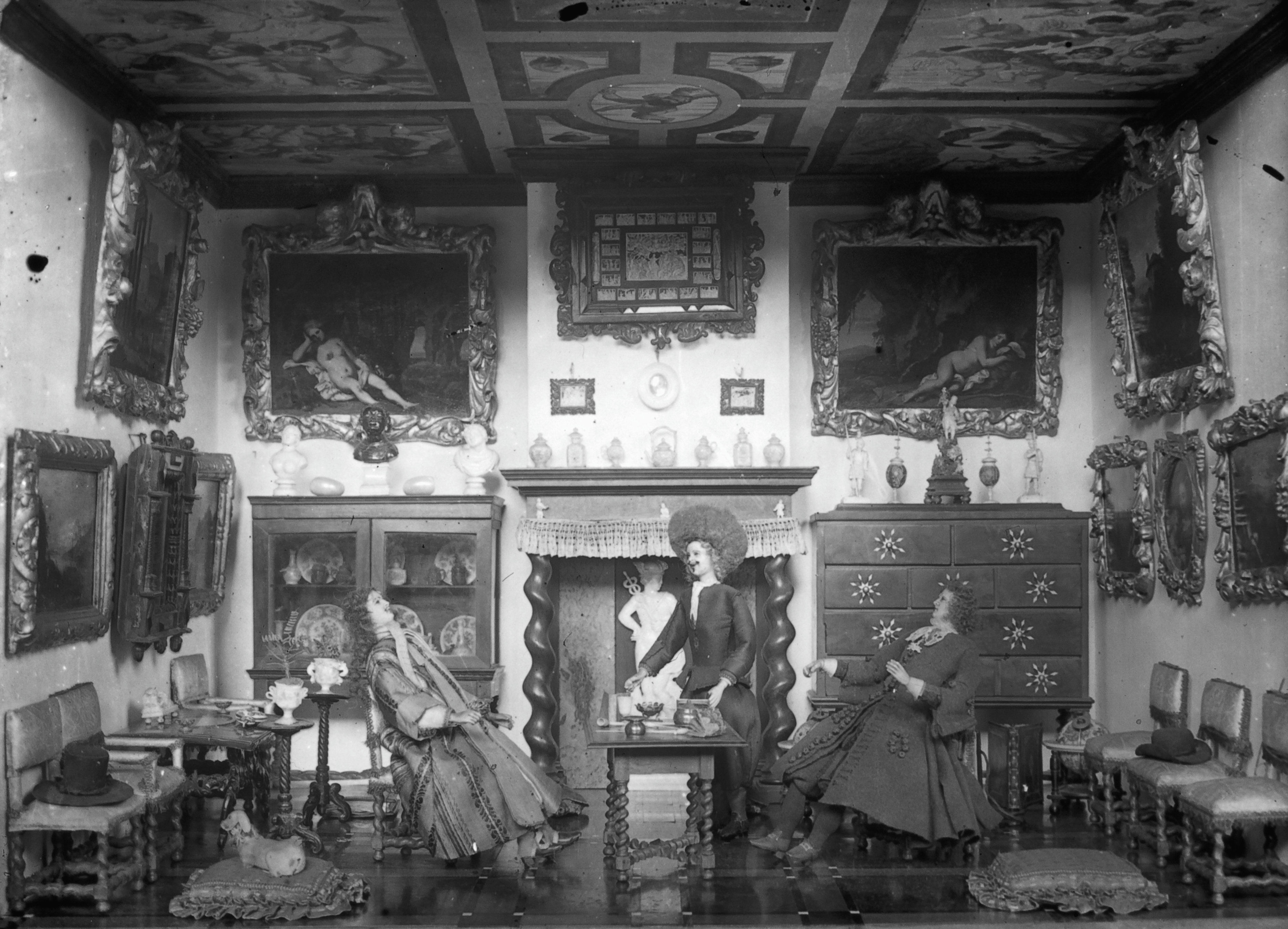
"De Konstkamer"

Petronella de la Court (Leiden, 24 augustus 1624 - Amsterdam, 22 maart 1707) was een bekend kunstverzamelaar in Amsterdam. Tussen 1670 en 1690 stelde zij een kostbaar kabinetpoppenhuis samen. Dit poppenhuis is cultuurhistorisch interessant omdat het een gedetailleerd beeld geeft van het welvarende milieu en de woninginrichting van de gegoede stand in deze tijd. Het bijzondere poppenhuis is een van de hoogtepunten in de collectie van het Centraal Museum te Utrecht. 

## Geschiedenis

### Levensloop van Petronella
De la Court was getrouwd met Adam Oortmans, zij kregen drie zoons en drie dochters, onder wie Petronella Oortmans. Adam kocht bierbrouwerij De Zwaan aan de Amsterdamse Singel met daarachter een woonhuis aan de Achterburgwal. De la Court verzamelde tijdens haar leven een grote collectie kunstschatten waaronder schilderijen, porselein en zogenaamde rariteiten. 
Omstreeks 1670 gaf ze opdracht aan een meubelmaker tot het vervaardigen van een kabinet, dat zij in de volgende jaren inrichtte als poppenhuis. Zij kocht voor dit huis miniaturen en kostbare materialen, die in Amsterdam in winkels of op jaarmarkten beschikbaar waren. Soms gaf ze speciale opdrachten aan ambachtslieden. Waarschijnlijk begon ze met de Kunstkamer, daarin bevinden zich de oudste gedateerde voorwerpen.  Het poppenhuis bevatte een complete huishouding met veel bijzondere voorwerpen en 34 poppen (waarvan er nog 28 over zijn). In 1758 verscheen een gedetailleerde veilingcatalogus.
Na de dood van haar man nam De la Court de leiding over brouwerij De Zwaan over; ze was toen zestig jaar. Na 1690 werkte ze niet meer aan haar miniaturenverzameling. Uit haar testament van 1697 bleek dat het poppenhuis haar zeer dierbaar was. 

### Geschiedenis van Petronella's pronkpoppenhuis
Aan de hand van dateringen op schilderijen, boekjes, voorwerpen en brieven kunnen we de periode achterhalen waarin De la Court het poppenhuis inrichtte. Ook stijlkenmerken van meubels en de kleding van de poppen wijzen op de periode tussen 1670 en 1690. In de 18e en 19e eeuw kwamen er nog enkele voorwerpen bij. In de 19e eeuw werden de afsluitende deuren met kleine glasruiten vervangen door een grote glasplaat.
Het poppenhuis ging meestal over van moeder op dochter. Omstreeks 1744 en in 1758 ging het door verkoop naar een andere eigenaar. De laatste erfgename, mevrouw Pipersberg, woonde aan het Janskerkhof in Utrecht, zij toonde het poppenhuis daar aan vele belangstellenden. Pipersberg had geen kinderen en schonk het poppenhuis in 1866 aan de gemeente. Daar werd het opgesteld in het stadhuis; vanaf 1921 is het permanent te zien in het Utrechtse Centraal Museum.

### Pronkpoppenhuizen in Amsterdam
Er waren in de 17e eeuw in Amsterdam meer vrouwen met een pronkpoppenhuis, zoals Petronella Dunois, Petronella Oortman en Margaretha de Ruyter. De la Court en Dunois waren familie van elkaar, ze woonden niet zo ver van elkaar vandaan. Hun poppenhuizen vertonen overeenkomsten. In de 18e eeuw stelde kunstverzamelaar Sara Rothé (1699-1751) in haar huis aan de Keizersgracht twee pronkpoppenhuizen samen. Deze huizen bevinden zich tegenwoordig in het Gemeentemuseum te Den Haag en in het Frans Halsmuseum te Haarlem.

## Het pronkpoppenhuis van De la Court

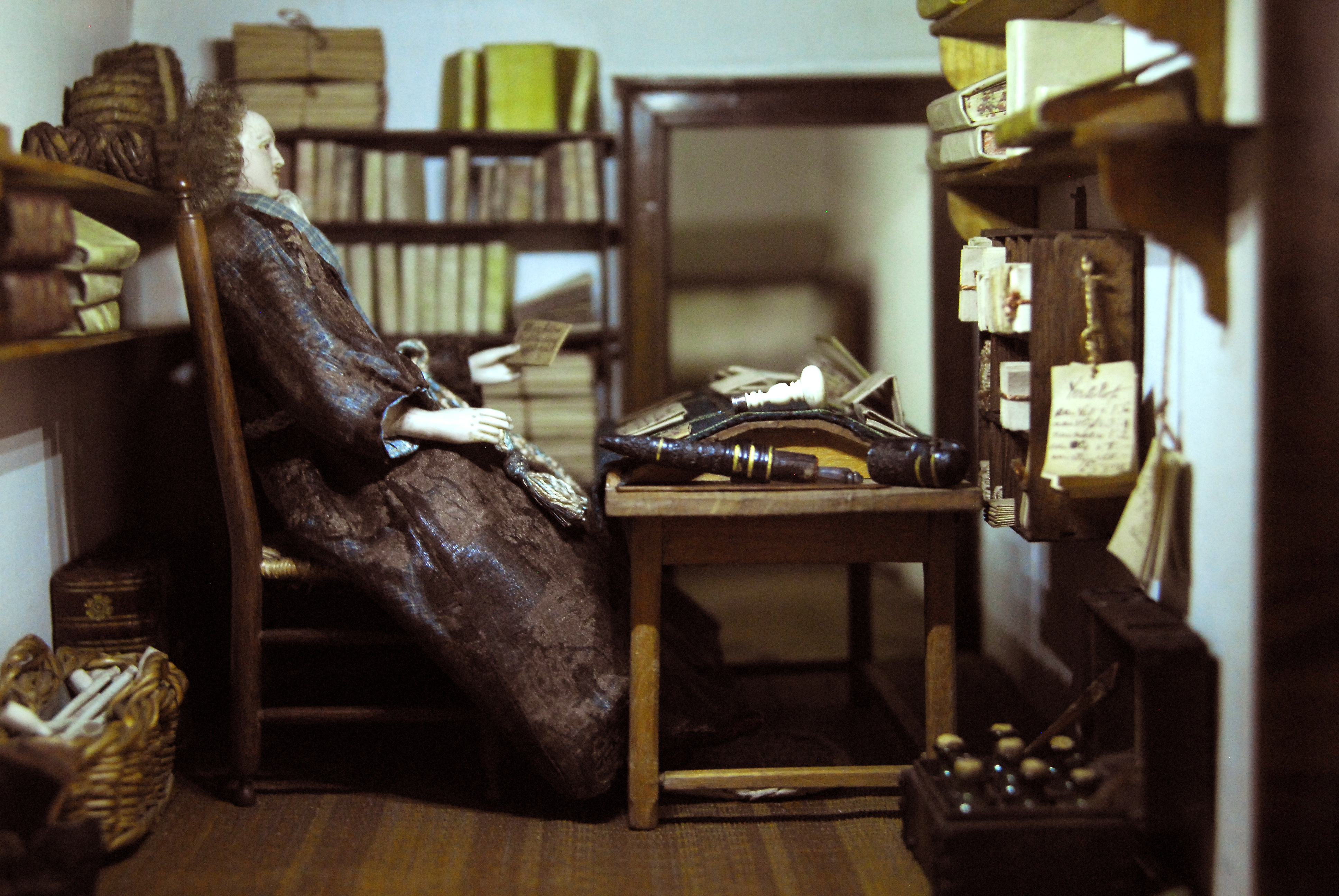
Het kantoortje in het poppenhuis

### Uiterlijk
De totale hoogte van het prachtig gemaakte kruisvoetkabinet is meer dan twee meter, de breedte en diepte bedragen 182 cm en 74,5 cm. Het bovendeel van eikenhout werd voorzien van fineer van olijfhout. Het voetstuk met de gedraaide poten is van notenhout.

### Indeling
Indeling: een hal met gang, een kantoortje met achterkamer, een ontvangstruimte, een kunstkamer, een slaapkamer, een kraamkamer, een kinderkamer, een keuken met kelder en vaathuisje, een provisiekamer met meidenkamer en vliering, een waszolder. De elf vakken van verschillende grootte bevatten meer dan 1600 voorwerpen.